# Antin
Antin é uma comuna francesa na região administrativa de Occitânia, no departamento dos Altos Pirenéus. Estende-se por uma área de 7,46 km², Em 2010 a comuna tinha 115 habitantes (densidade: 15,4 hab./km²)..